# Gabriele Auenmüller
Gabriele Auenmüller (* 6. Juni 1951 in Meißen; † 18. Mai 2015 in Dresden) war eine deutsche Opernsängerin (Lyrischer Sopran) und Souffleuse.

## Leben
Gabriele Auenmüller war die Tochter des Komponisten und Dirigenten Hans Auenmüller. Sie studierte zunächst Violine und ließ anschließend ihre Stimme von Klara Elfriede Intrau und Günther Leib in Dresden ausbilden. Zu Beginn ihrer Karriere war sie am Volkstheater Halberstadt engagiert, wo ihr Vater das Amt des Generalmusikdirektors innehatte. Dort trat sie u. a. als Sophie in Richard Strauss’ Rosenkavalier auf (in einer Produktion, in der ansonsten Solisten der Staatsoper Dresden gastierten, Ingeborg Zobel als Marschallin und Werner Haseleu als Ochs).
Seit 1975 wirkte Gabriele Auenmüller selbst an der Oper in Dresden und trat dort u. a. als Fatime in Webers Abu Hassan, Barbarina in Figaros Hochzeit, Zerlina in Mozarts Don Giovanni und als Ännchen im Freischütz, Marzelline im Fidelio, Gianetta im Liebestrank auf. 1979 wirkte sie in der Uraufführung von Rainer Kunads Oper Vincent und 1985 auch in Ruth Berghaus’ Inszenierung der Oper Die Weise von Liebe und Tod des Cornets Christoph Rilke von Siegfried Matthus mit.
Die Sängerin wurde auch als Konzertsopranistin geschätzt, und sie gastierte an den Opernhäusern von Prag und Budapest sowie beim Festival de la Cité in Lausanne.
1991 beendete Auenmüller ihre Gesangskarriere und wirkte anschließend u. a. auch in Bayreuth als von Christian Thielemann hochgeschätzte Souffleuse.

## Einspielungen
Gabriele Auenmüllers Stimme ist auf Schallplatten der Firmen Eterna, Nova und Capriccio zu hören (Symphoniae sacrae von Heinrich Schütz). Es gibt mit ihr einen Rundfunk-Mitschnitt als Hüter der Schwelle in Die Frau ohne Schatten, Deutsche Staatsoper Berlin, 1979, Dirigent: Otmar Suitner, Regie: Harry Kupfer.

## Auszeichnung
- 2012 Sächsische Verfassungsmedaille